# Kings Worthy
Kings Worthy är en ort och civil parish i Storbritannien.   Den ligger i grevskapet Hampshire och riksdelen England, i den södra delen av landet, 90 km sydväst om huvudstaden London. Kings Worthy ligger 47 meter över havet och antalet invånare är 4 388.
Terrängen runt Kings Worthy är huvudsakligen platt. Kings Worthy ligger nere i en dal. Runt Kings Worthy är det ganska tätbefolkat, med 172 invånare per kvadratkilometer. Närmaste större samhälle är Winchester, 3,0 km sydväst om Kings Worthy. Trakten runt Kings Worthy består till största delen av jordbruksmark.